# Karpatski biosferni rezervat
Karpatski biosferni rezervat (ukrajinsko Карпатський біосферний заповідник, latinizirano: Karpats'kyj biosfernyj zapovidnyk) je biosferni rezervat, ki je bil kot naravni rezervat ustanovljen leta 1968 in je leta 1992 postal del Svetovne mreže biosfernih rezervatov Unesca. Od leta 2007 je bil večji del rezervata skupaj z nekaterimi ozemlji narodnega parka reke Už uvrščen med Unescova območja svetovne dediščine kot del starodavnih prvobitnih bukovih gozdov Karpatov in drugih delov Evrope.
Leži v vzhodnih delih Zakarpatske oblasti, v njenih štirih okrožjih in je sestavljen iz šestih ločenih zaščitenih masivov in dveh botaničnih zakaznikov (Čorna Hora in Julivska Hora) s skupno površino 57.880 hektarjev. Največji del rezervata pokrivajo pragozdovi.
Je sosed s Karpatskim narodnim naravnim parkom.

## Delitev
Ozemlje Karpatskega biosfernega rezervata je razdeljeno na več funkcionalnih con: jedro (A) in varovalni pas (B), območje reguliranega zaščitenega režima (D) in antropogene pokrajine (C). Med seboj se razlikujejo po načinih uporabe v naravi. Takšna delitev pomaga doseči najustreznejše ravnovesje med naravovarstvenimi potrebami in potrebami lokalnega prebivalstva.

## Sestava
Biosferni rezervat sestavlja šest ločenih ohranjevalnih masivov ter dva botanična rezervata (zakaznik, ukrajinsko заказни́к).
- Črnohorsko zaščiteno območje – najvišje gorsko območje v zahodni Ukrajini. Je znotraj poloninskih Beskidov, podskupine gorske skupine Vzhodnih Beskidov, ki je del zunanjih Vzhodnih Karpatov. Njegova skupna površina je 16.375 hektarjev;

- Rezervat Svidovec – gorsko območje v zahodni Ukrajini, eno izmed pogorij Vzhodnih Beskidov, ki spada med zunanje Vzhodne Karpate. Ima površino 6580 hektarjev in je na nadmorski višini 600–1883 m, v najvišjem območju Svidoveckih gora;

- Rezervat Maramoroš – v južnem delu okrožja Rahiv na severni strani pobočja Rahivskega gorovja; leta 1990 je severozahodni del Maramoroškega masiva s površino 8990 hektarjev postal del Karpatskega biosfernega rezervata; leži v nadmorski višini 750-1940 m;

- Rezervat Kuzijski – je znotraj gozdnega pasu na jugovzhodnih delih masiva Svidovec na nadmorski višini 350–1409 m, s skupno površino 4925 ha. (Po geoloških značilnostih spada v kristalni masiv Maramoroš);

- Ugolsko – Širokolužansko zavarovano območje – je v okrožju Tjašiv, na južnih pobočjih travišč gore Mančul (1501 m) in na južnih in jugozahodnih pobočjih grebena Krasna (1568 m), na nadmorski višini 400–1280 m. Skupna površina zavarovanega ozemlja je 15.580 ha;

- Rezervat 'Dolina narcis' — v predelu Kireši, 4 km vzhodno od mesta Kust, v ravninskem delu Zakarpatja, na nadmorski višini 180–200 m, na severozahodnem delu Kuscko-Solotvinske kotline, na starodavni terasi Tise. Zaščiteno območje zavzema ravno območje v porečju reke Kustec;

- Črnogorski botanični rezervat – je v okrožju Vinohradiv, med mestecem Vinohradiv in vasjo Mala Kopanja. Površina 823 hektarjev v vulkanskih Karpatih na gori Čornagora, ki je del Hutinskega območja. Ustanovljen je bil za ohranjanje gozdov hrasta, gabra-hrasta, hrasta-bukve in bukve-hrasta in je leta 1997 postal del biosfernega rezervata Karpatov.

- Botanični rezervat 'Julivska gora' – je vzhodno od vasi Djula in severno od vasi Okli Ged, okrožje Vinohradiv, na jugozahodnih področjih masiva Hutin (del grebena Vihorlat-Hutinski). Površina je 176 hektarjev. Ustanovljen je bil leta 1974, leta 1997 pa je postal del Karpatskega biosfernega rezervata. Njegov namen je bil ohraniti hrastove nasade, ki jih tvorijo številne toploljubne balkanske in mediteranske vrste. Zanj je značilno najtoplejše podnebje v celotnih ukrajinskih Karpatih.

## Rastlinstvo in živalstvo
Rastlinstvo Karpatskega biosfernega rezervata sestavlja 262 vrst gliv, 392 vrst lišajev, 440 vrst mahov in 1062 vrst vaskularnih rastlin. Flora alg vključuje 465 vrst. 64 vrst rastlin, zastopanih v tem rezervatu, je navedeno v ukrajinski rdeči knjigi, pa tudi v IUCN in evropskih rdečih seznamih. 
Živalstvo rezervata predstavlja 64 vrst sesalcev, 173 ptic, 9 plazilcev, 13 dvoživk, 23 rib in več kot 10.000 nevretenčarjev. 72 teh vrst je naštetih v ukrajinski rdeči knjigi ter v IUCN in evropskih rdečih seznamih.